# Samuel Henry Strong
Pour les articles homonymes, voir Strong.
Samuel Henry Strong, né le 13 août 1825 à Poole et mort le 31 août 1909 à Ottawa, est un juriste canadien.

## Biographie
Il fut nommé juge à la Cour suprême du Canada le 30 septembre 1875. Il devient juge en chef de la Cour du 13 décembre 1892 au 18 novembre 1902. Il aura siégé pendant 27 ans à la Cour suprême du Canada.